# Zeke Lowe
Wilbur Alan Lowe, conosciuto come Zeke Lowe o Ezekiel Lowe (Springfield, 4 ottobre 1949 – Iowa City, 22 dicembre 2020), è stato un batterista e compositore statunitense, noto soprattutto per essere stato membro del gruppi rock Proto-Kaw sin dalla fondazione.

## Carriera
Nel 2004 è, insieme a Kerry Livgren tra i fondatori dei Proto-Kaw, che si scioglieranno definitivamente nel 2019. Abbandonata per alcuni anni l'attività in seguito ad una conversione religiosa, diventerà negli anni 1980 il batterista dello stesso Livgren, con il quale prenderà parte a diversi tour.
Nel 2004 è tra i fondatori della band Proto-Kaw, che lascerà in seguito alla pubblicazione dell'album d'esordio, Before Became After, pubblicato in quello stesso anno; si ritira così definitivamente dalle scene.

## Discografia

### Solista
- 1990 - The Deep South 1927-1937
- 1993 - Rare Country Blues 1928-1937
- 1996 - Arkansas Shout - Recorded In Hot Springs, Arkansas 1937

### Con i Proto-Kaw
- 2004 - Before Became After

### Con Kerry Livgren
- 1988 - Prime Mover